# Тесьминецький Василь Петрович
Василь Петрович Тесьминецький (нар. 12 січня 1979, Вінницька область) — український борець вільного стилю, бронзовий призер чемпіонату світу, бронзовий призер чемпіонату Європи, бронзовий призер та дворазовий переможець Кубків світу. Заслужений майстер спорту України з вільної боротьби, переможець конкурсу Вінницької області «Людина року» у номінації «Спортсмен» 2009 року.

## Біографія
Боротьбою займається з 1996 року. Закінчив Броварське вище училище фізичної культури, Міжрегіональну академію управління персоналом. У 2014р. вступив на заочну форму навчання Одеського регіонального інституту державного управління, спеціалізація: «Регіональне управління».
Депутат Тростянецької районної ради (2010-2015 рр.), заступник голови районної ради (2010-2012 рр.), громадський діяч.

## Виступи на Чемпіонатах світу
| Змагання                        | Збірна  | Вагова категорія | Місце  |
| ------------------------------- | ------- | ---------------- | ------ |
| Чемпіонат світу з боротьби 2005 | Україна | 96 кг            | Бронза |
| Чемпіонат світу з боротьби 2006 | Україна | 96 кг            | 8      |
| Чемпіонат світу з боротьби 2007 | Україна | 96 кг            | 7      |
| Чемпіонат світу з боротьби 2009 | Україна | 120 кг           | 22     |

## Виступи на Чемпіонатах Європи
| Змагання                         | Збірна  | Вагова категорія | Місце  |
| -------------------------------- | ------- | ---------------- | ------ |
| Чемпіонат Європи з боротьби 2005 | Україна | 96 кг            | 5      |
| Чемпіонат Європи з боротьби 2009 | Україна | 120 кг           | Бронза |

## Виступи на Кубках світу
| Змагання                    | Збірна  | Вагова категорія | Місце  |
| --------------------------- | ------- | ---------------- | ------ |
| Кубок світу з боротьби 2003 | Україна | 96 кг            | Бронза |
| Кубок світу з боротьби 2005 | Україна | 96 кг            | Золото |
| Кубок світу з боротьби 2009 | Україна | 120 кг           | Золото |